# М'янма на літніх Олімпійських іграх 2016
М'янму на літніх Олімпійських іграх 2016 представляли 7 спортсменів в 5 видах спорту. Жодної медалі олімпійці М'янми не завоювали.

## Спортсмени
| Дисципліна      | Чоловіки | Жінки | Разом |
| --------------- | -------- | ----- | ----- |
| Легка атлетика  | 1        | 1     | 2     |
| Стрільба з лука | 0        | 1     | 1     |
| Дзюдо           | 1        | 0     | 1     |
| Стрільба        | 1        | 0     | 1     |
| Плавання        | 1        | 1     | 2     |
| Разом           | 4        | 3     | 7     |

## Стрільба з лука
М'янма отримала запрошення від Тристоронньої комісії на участь у Олімпіаді однієї лучниці.
| Спортсмен  | Дисципліна                     | Відбірковий раунд | Відбірковий раунд | Раунд 1/64              | Раунд 1/32                 | Раунд 1/16            | Чвертьфінали       | Півфінали          | Фінал / БМ         | Фінал / БМ       |
| Спортсмен  | Дисципліна                     | Результат         | Місце             | Суперник Результат      | Суперник Результат         | Суперник Результат    | Суперник Результат | Суперник Результат | Суперник Результат | Місце            |
| ---------- | ------------------------------ | ----------------- | ----------------- | ----------------------- | -------------------------- | --------------------- | ------------------ | ------------------ | ------------------ | ---------------- |
| Сан Ю Хтве | індивідуальна першість (жінки) | 608               | 51                | Тару Куоппа (FIN) W 7–3 | Маккензі Бравн (USA) W 7–3 | Ki Bo Bae (KOR) L 0–6 | Завершила виступ   | Завершила виступ   | Завершила виступ   | Завершила виступ |

## Легка атлетика
М'янма отримала універсальні місця від IAAF на участь у Олімпіаді двох легкоатлетів (по одному кожної статі).
Легенда
- Примітка – для трекових дисциплін місце вказане лише для забігу, в якому взяв участь спортсмен
- Q = пройшов у наступне коло напряму
- q = пройшов у наступне коло за добором (для трекових дисциплін - найшвидші часи серед тих, хто не пройшов напряму; для технічних дисциплін - увійшов до визначеної кількості фіналістів за місцем якщо напряму пройшло менше спортсменів, ніж визначена кількість)
- NR = Національний рекорд
- N/A = Коло відсутнє у цій дисципліні
- Bye = спортсменові не потрібно змагатися у цьому колі

Трекові і шосейні дисципліни
| Спортсмен   | Дисципліна                    | Забіг    | Забіг | Півфінал         | Півфінал         | Фінал            | Фінал            |
| Спортсмен   | Дисципліна                    | Час      | Місце | Час              | Місце            | Час              | Місце            |
| ----------- | ----------------------------- | -------- | ----- | ---------------- | ---------------- | ---------------- | ---------------- |
| Сан Наїнг   | біг на 5000 метрів (чоловіки) | 15:51.05 | 24    | Н/Д              | Н/Д              | Завершив виступ  | Завершив виступ  |
| Све Лі Мінт | біг на 800 метрів (жінки)     | 2:16.98  | 8     | Завершила виступ | Завершила виступ | Завершила виступ | Завершила виступ |

## Дзюдо
М'янма отримала запрошення від Тристоронньої комісії на участь у Олімпіаді одного дзюдоїста у ваговій категорії до 100 кг.
| Спортсмен  | Категорія            | Раунд 1/64         | Раунд 1/32                       | Раунд 1/16                       | Чвертьфінали       | Півфінали          | Втішний поєдинок   | Фінал / БМ         | Фінал / БМ      |
| Спортсмен  | Категорія            | Суперник Результат | Суперник Результат               | Суперник Результат               | Суперник Результат | Суперник Результат | Суперник Результат | Суперник Результат | Місце           |
| ---------- | -------------------- | ------------------ | -------------------------------- | -------------------------------- | ------------------ | ------------------ | ------------------ | ------------------ | --------------- |
| Ян Наїн Со | до 100 кг (чоловіки) | Bye                | Крістофер Джордж (TTO) W 002–000 | Карл-Річард Фрей (GER) L 000–100 | Завершив виступ    | Завершив виступ    | Завершив виступ    | Завершив виступ    | Завершив виступ |

## Стрільба
М'янма делегувала одного стрільця на змагання зі стрільби з пістолета. Наун Є Тун кваліфікувався завдяки своєму виступові в серії Кубка світу 2015 і на Чемпіонаті Азії, оскільки виконав мінімальний кваліфікаційний норматив (MQS) до 31 березня 2016 року.
| Спортсмен  | Дисципліна                                  | Кваліфікація | Кваліфікація | Фінал           | Фінал           |
| Спортсмен  | Дисципліна                                  | Очки         | Місце        | Очки            | Місце           |
| ---------- | ------------------------------------------- | ------------ | ------------ | --------------- | --------------- |
| Наун Є Тун | пневматичний пістолет, 10 метрів (чоловіки) | 572          | 33           | Завершив виступ | Завершив виступ |
| Наун Є Тун | пістолет, 50 метрів (чоловіки)              | 552          | 17           | Завершив виступ | Завершив виступ |

Пояснення до кваліфікації: Q = Пройшов у наступне коло; q = Кваліфікувався щоб змагатись у поєдинку за бронзову медаль

## Плавання
М'янма отримала універсальні місця від FINA на участь в Олімпійських іграх двох плавців (по одному кожної статі).
| Спортсмен  | Дисципліна                       | Попередній заплив | Попередній заплив | Півфінал         | Півфінал         | Фінал            | Фінал            |
| Спортсмен  | Дисципліна                       | Час               | Місце             | Час              | Місце            | Час              | Місце            |
| ---------- | -------------------------------- | ----------------- | ----------------- | ---------------- | ---------------- | ---------------- | ---------------- |
| Тінт Мяат  | 100 метрів батерфляєм (чоловіки) | 1:02.54           | 43                | Завершив виступ  | Завершив виступ  | Завершив виступ  | Завершив виступ  |
| Ей Ей Тхет | 50 метрів вільним стилем (жінки) | 30.25             | 70                | Завершила виступ | Завершила виступ | Завершила виступ | Завершила виступ |